# Habrobracon xanthonotus
Habrobracon xanthonotus är en stekelart som först beskrevs av William Harris Ashmead 1889.  Habrobracon xanthonotus ingår i släktet Habrobracon och familjen bracksteklar. Inga underarter finns listade i Catalogue of Life.